# Вежа Дам в Альгамбрі в Гранаді
«Вежа Дам в Альгамбрі в Гранаді» (ісп. La Torre de las Damas en la Alhambra de Granada) — картина іспанського живописця Мартіна Ріко (1833—1908). Створена у 1871 році. Зберігається у Музеї Прадо в Мадриді (інв. ном. P2623).

## Опис
У 1871 році Мартін Ріко прийняв запрошення свого друга Маріано Фортуні відвідати Гранаду. Він вже бував у цих місцях і раніше, оскільки до того часу ним вже було написано декілька пейзажів Сьєрри-Невади. На цей раз, повернувшись до Андалусії, художник написав з натури декілька пейзажів, що відрізняються, під вплпивом Фортуні, більш чудовим і яскравим стилем. Його роботи набули більш крихкої і живої атмосфери, а живописна манера стала більш вібруючою і яскравою. Не дивлячись на це, Мартін Ріко продовжував залишатися вірним собі, зберігши безтурботний і гармонійно-врівноважений характер, притаманний його пейзажам.
Основним мотивом цієї роботи слугує зображення вежі Дам, що примикає до зовнішньої стіни палацового комплексу Альгамбри, що дає автору можливість включити архітектурну споруду в картину природного пейзажу. Вертикальні лінії вежі і двох тополь, що спрямувались догори і займають пануюче положення по краям композиції, надають певну декоративну стилізацію цій роботі, яка в іншому є помітно реалістичною у своєму точному відтворенні деталей.